# LA Galaxy 2025
ົ

Questa voce raccoglie le informazioni riguardanti il LA Galaxy nelle competizioni ufficiali della stagione 2025.

## Stagione
Quella del 2025 è la trentesima stagione in Major League Soccer del LA Galaxy.

## Maglie e sponsor
Lo sponsor tecnico è Adidas e il main sponsor Herbalife.
| Casa | Trasferta |

## Organigramma societario
Di seguito l'organigramma societario.
Area direttiva
- Proprietario: Philip Anschutz
- Presidente: Dan Beckerman
- Capo delle operazioni commerciali e co-presidente: Tom Braun
- Tesoriere: Urel Martinez
- Direttore creativo e responsabile del marchio: Will Misselbrook
- Assistente esecutivo: Veronica Martinez
- Direttore sportivo: Will Kuntz

Area tecnica
- Allenatore: Greg Vanney
- Allenatore in seconda: Dan Calichman
- Allenatore in seconda: Jason Bent
- Allenatore in seconda: Nick Theslof
- Preparatore dei portieri: Kevin Hartman
- Analista: Sam Green

## Organico

### Rosa
| N. |                        | Ruolo | Calciatore         |
| -- | ---------------------- | ----- | ------------------ |
| 2  | Giappone (bandiera)    | D     | Miki Yamane        |
| 3  | Argentina (bandiera)   | D     | Julián Aude        |
| 4  | Giappone (bandiera)    | D     | Maya Yoshida       |
| 5  | Danimarca (bandiera)   | D     | Mathias Jørgensen  |
| 7  | Uruguay (bandiera)     | C     | Diego Fagúndez     |
| 8  | Uruguay (bandiera)     | C     | Lucas Sanabria     |
| 9  | Brasile (bandiera)     | A     | Matheus Nascimento |
| 10 | Spagna (bandiera)      | C     | Riqui Puig         |
| 11 | Brasile (bandiera)     | C     | Gabriel Pec        |
| 12 | Stati Uniti (bandiera) | P     | JT Marcinkowski    |
| 14 | Stati Uniti (bandiera) | D     | John Nelson        |
| 15 | El Salvador (bandiera) | D     | Eriq Zavaleta      |
| 17 | Stati Uniti (bandiera) | A     | Christian Ramirez  |
| 18 | Germania (bandiera)    | A     | Marco Reus         |
| 19 | Messico (bandiera)     | D     | Mauricio Cuevas    |

| N. |                        | Ruolo | Calciatore       |
| -- | ---------------------- | ----- | ---------------- |
| 20 | Stati Uniti (bandiera) | C     | Edwin Cerrillo   |
| 21 | Stati Uniti (bandiera) | C     | Tucker Lepley    |
| 22 | Stati Uniti (bandiera) | C     | Eljiah Wynder    |
| 25 | Colombia (bandiera)    | D     | Carlos Garcés    |
| 27 | Stati Uniti (bandiera) | A     | Miguel Berry     |
| 28 | Ghana (bandiera)       | A     | Joseph Paintsil  |
| 29 | Camerun (bandiera)     | A     | Aaron Bibout     |
| 30 | Stati Uniti (bandiera) | A     | Gino Vivi        |
| 35 | Serbia (bandiera)      | P     | Novak Mićović    |
| 37 | Stati Uniti (bandiera) | C     | Daniel Aguirre   |
| 54 | Stati Uniti (bandiera) | C     | Sean Davis       |
| 56 | Messico (bandiera)     | C     | Jonathan Perez   |
| 74 | Stati Uniti (bandiera) | D     | Marcus Ferkranus |
| 77 | Stati Uniti (bandiera) | P     | John McCarthy    |

## Calciomercato

### Sessione invernale
| Acquisti | Acquisti           | Acquisti         | Acquisti   |
| R.       | Nome               | da               | Modalità   |
| -------- | ------------------ | ---------------- | ---------- |
| P        | JT Marcinkowski    | S.J. Earthquakes | definitivo |
| D        | Mathias Jørgensen  | Anderlecht       | definitivo |
| D        | Ascel Essengue     | Ventura County   | definitivo |
| C        | Eljiah Wynder      | Louisville City  | definitivo |
| C        | Sean Davis         | N.Y. Red Bulls   | definitivo |
| C        | Lucas Sanabria     | Nacional         | definitivo |
| A        | Matheus Nascimento | LA Galaxy        | prestito   |
| A        | Christian Ramirez  | Columbus Crew    | definitivo |

| Cessioni | Cessioni       | Cessioni       | Cessioni   |
| R.       | Nome           | a              | Modalità   |
| -------- | -------------- | -------------- | ---------- |
| P        | Brady Scott    |                | svincolato |
| D        | Martín Cáceres |                | svincolato |
| D        | Jalen Neal     | CF Montréal    | definitivo |
| C        | Marco Delgado  | Los Angeles FC | definitivo |
| C        | Gastón Brugman | Nashville      | definitivo |
| A        | Dejan Joveljić | Sporting K.C.  | definitivo |